# Srážení krve

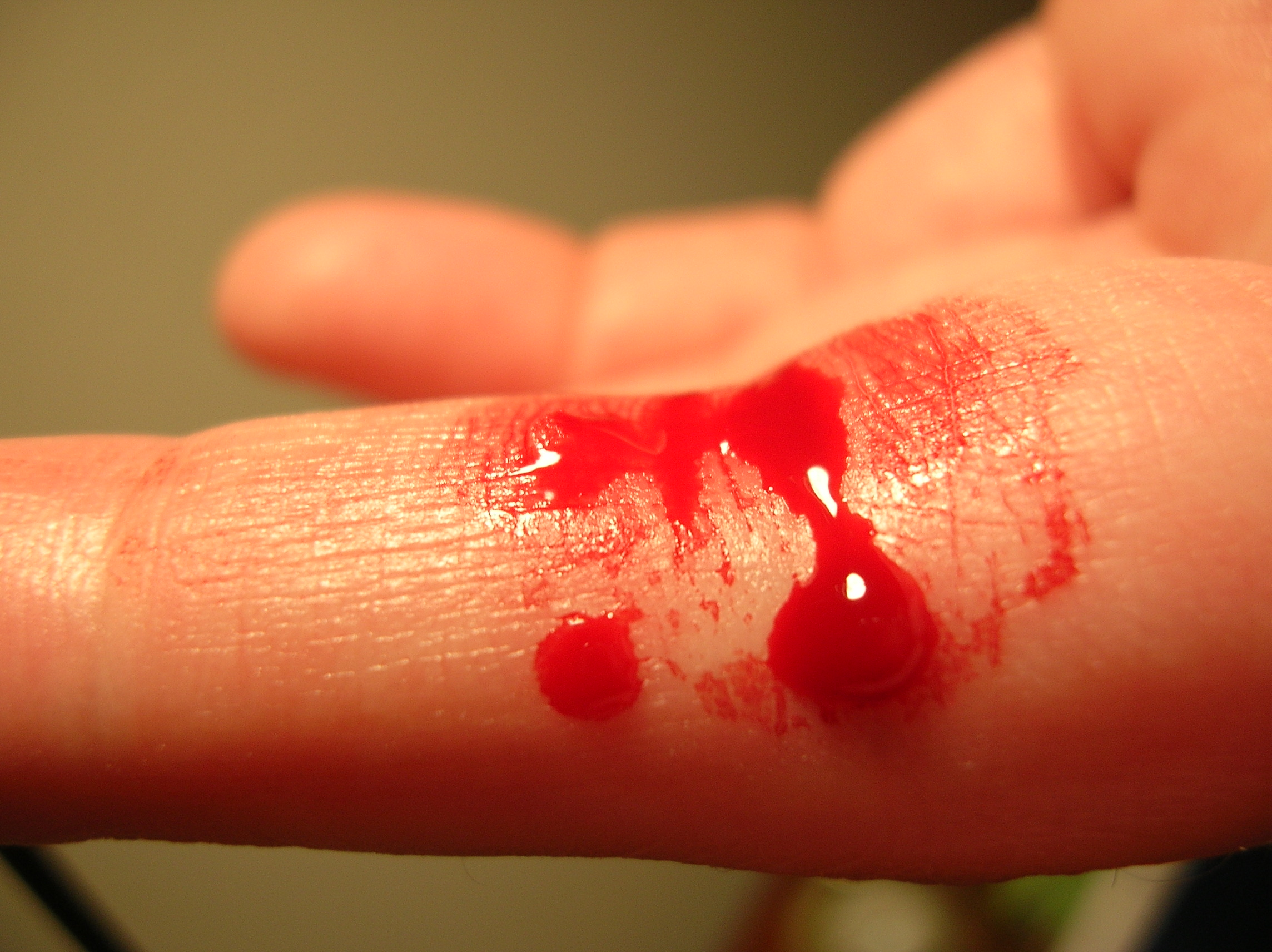
Krvácející prst

Srážení krve, neboli hemokoagulace, je soubor enzymatických reakcí, jejichž výsledkem je přeměna tekuté krve v nerozpustný gel. Je důležitým procesem hemostázy, tedy zástavy krvácení.
Principem srážení krve je tvorba nerozpustné sítě tvořené fibrinem, do které se zachytí červené krvinky a krevní destičky. Vzniklý červený trombus, tedy „krevní sraženina“ ucpe defekt ve stěně cévy a zamezí tak krvácení.

## Úvod do problematiky

### Zástava krvácení
Při poranění cévy dochází ke krvácení, kdy krev uniká z cévy do okolních tkání, dutých orgánů nebo mimo tělo. Ztráta krve je pro organismus velmi nebezpečný stav, neboť krev zajišťuje přenos dýchacích plynů, živin, metabolitů ale i mnoho dalších funkcí. Za akceptovatelné množství ztráty krve se počítá 10 % objemu (cca 500 ml), hraničních je 750 ml. Při větší ztrátě už dochází k permanentnímu poškození a bez transfúze nastává šok a smrt.
Poškozená céva se rychle stáhne, tak se omezí průtok krve. Krevní destičky adherují na kolagen v obnaženém subendotelovém vazivu, navzájem se shlukují, mění svůj tvar (kulovitý s četnými pseudopodiemi), uvolňují obsah svých cytoplazmatických granul a nakonec navzájem splývají. Vlastní srážení krve je dílem tzv. koagulačních faktorů, které tvoří enzymovou kaskádu nakonec vedoucí ke vzniku nerozpustné fibrinové sítě.

### Koagulační faktory
Koagulační faktory jsou plazmatické globuliny, glykoproteiny přirozeně přítomné v krevní plazmě. Tvoří se v játrech a jejich syntéza je závislá na vitamínu K. Většina reakcí koagulační kaskády je závislá na iontech vápníku, který se proto někdy označuje jako faktor IV.
Srážecích faktorů se popisuje dvanáct; jsou označeny římskými číslicemi v pořadí, v jakém byly objeveny. U aktivovaných faktorů se k číslici připojuje malé a.

## Vlastní srážení krve
Většina koagulačních faktorů má charakter serinových proteáz. V plazmě ale kolují v neaktivní formě a jejich aktivace spočívá v jejich štěpení enzymem, který byl aktivován v předchozí reakci.
Aktivace koagulační kaskády může probíhat dvěma způsoby: v případě, že je spouštěcím impulzem reakce na nějakým způsobem abnormální cévní stěnu nebo omezení toku krve, uplatňuje se tzv. vnitřní systém, je-li to odpověď na poškození tkání, vstupuje do hry tzv. vnější systém koagulace. Oba dva systémy nicméně splývají ve společnou dráhu, která vede k samotné tvorbě fibrinové sraženiny.

### Zevní systém
- Při poškození stěny cévy se krevní plazma dostane do styku s tkáňovým faktorem, tromboplastinem (faktor III), který se vyskytuje na povrchu mnoha extravaskulárních buněk.
- Tromboplastin je kofaktorem faktoru VII v reakci, při níž je aktivován faktor X.

### Vnitřní systém
- Vnitřní dráha začíná stykem s negativně nabitým "aktivačním" povrchem. In vivo jím bývá kolagen, in vitro například sklo. Při styku dojde k aktivaci faktoru XII proteolytickým působením kalikreinu.
- Faktor XIIa dále aktivuje faktor IX. Kromě toho stěpí prekalikrein na další kalikrein (pozitivní zpětná vazba) a z vysokomolekulárního kininogenu uvolňuje bradykinin, látku s výraznými vazodilatačními účinky.
- Faktor IXa, v reakci, ke které jsou nutné ionty vápníku a faktor VIIIa jako kofaktor, štěpí faktor X na Xa.

### Společná dráha
- Aktivovaný faktor X je serinová proteáza, která štěpí protrombin (faktor II) na aktivní trombin. Aktivace se odehrává na povrchu aktivovaných destiček a vyžaduje vznik protrombinasového komplexu aktivátoru protrombinu, skládající se z destičkových aniontových fosfolipidů, Ca2+ faktoru Va a Xa a protrombinu.
- Trombin štěpí fibrinopeptidy fibrinogenu a uvolňují tak fibrin-monomery, které spontánně polymerují. Kromě toho aktivují faktor XIII, který vzniklou sraženinu stabilizuje vznikem kovalentních vazeb mezi sousedními molekulami fibrin-polymeru. Výsledkem je nerozpustná fibrinová síť.

## Regulace srážení krve
Proces srážení krve musí být citlivě regulovaný, aby nedošlo ke vzniku nežádoucích krevních sraženin. Trombin sám se váže na trombomodulin na povrchu endotelových buněk, což vede k aktivaci proteinu C. Protein C společně s proteinem S degradují faktory Va a VIIIa (negativní zpětná vazba). Kromě toho se v plazmě vyskytují další látky, působící proti koagulaci:
- Antitrombin III: je nejvýznamnějším inhibitorem aktivity trombinu, kromě toho inaktivuje také faktory IXa, Xa, XIa a XIIa. Aktivita antitrombinu III je zvyšována přítomností heparinu, což je principem jeho působení v působení proti vzniku krevních sraženin.
- Plazmin je serinová proteáza, která degraduje fibrinogen a fibrin. Koluje v krvi jako neaktivní plazminogen, který je aktivován tkáňovým aktivátorem plazminogenu nebo urokinázou a naopak rychle degradován α2antiplazminem, takže celý systém je v dynamické rovnováze a nedochází ke krvácení nebo ke vzniku trombózy. Aktivace plazminu je poodstatou léčebné metody – trombolýzy.

## Rizika
Po výronech a vnitřních krváceních se může krevní sraženina uvolnit a přes srdce se dostat kamkoli do těla, kde ve zužujícím se řečišti opět uvízne. Toto je obzvláště nebezpečné např. u mozku, protože část mozku za ucpanou tepnou je odříznutá od zásobování, především kyslíkem. Důsledkem pak může být např. cévní mozková příhoda.

#### Testy srážení krve
- Quickův test (protrombinový čas, PT)
- Aktivovaný parciální tromboplastinový čas (APTT)
- Trombinový čas

#### Poruchy srážení krve
- diseminovaná intravaskulární koagulopatie (DIC)
- hemofilie
- Von Willebrandova choroba